# Boston-Marathon 1923
| 27. Boston-Marathon    | 27. Boston-Marathon        |
| ---------------------- | -------------------------- |
| Stadt                  | Boston, Vereinigte Staaten |
| Datum                  | 19. April 1923             |
| Distanz                | 37 – 38,5 Kilometer        |
| Sieger                 |                            |
| Männer                 | Clarence DeMar (2:23:47 h) |
| ← Boston-Marathon 1922 | Boston-Marathon 1924 →     |
| Website                | Offizielle Website         |

Der Boston-Marathon 1923 war die 27. Ausgabe der jährlich stattfindenden Laufveranstaltung in Boston, Vereinigte Staaten. Der Marathon fand am 19. April 1923 statt. Die Laufdistanz betrug zwischen 37 und 38,5 Kilometer.
Es gewann Clarence DeMar in 2:23:47 h.

## Ergebnis
| Platz | Athlet                    | Land               | Zeit (h) |
| ----- | ------------------------- | ------------------ | -------- |
| 01    | Clarence DeMar            | Vereinigte Staaten | 2:23:47  |
| 02    | Frank Zuna                | Vereinigte Staaten | 2:25:03  |
| 03    | Henning Waldemar Karlsson | Schweden           | 2:27:20  |
| 04    | Albert Michelsen          | Vereinigte Staaten | 2:28:27  |
| 05    | Gunnar Nilson             | Schweden           | 2:29:40  |
| 07    | Carl Linder               | Vereinigte Staaten | 2:30:03  |
| 08    | William Kennedy           | Vereinigte Staaten | 2:33:47  |
| 09    | Joseph Conto              | Vereinigte Staaten | 2:38:20  |
| 10    | Arthur Flanders           | Vereinigte Staaten | 2:40:41  |